# Stydká kost
Stydká kost (latinsky: os pubis) je jedna ze tří kostí tvořících pánevní kost. Podkládá pánevní dno, tvoří ohraničení ucpaného otvoru a část jamky kyčelního kloubu.
Stejně jako ostatní pánevní kosti je i stydká kost párová. Dvě protilehlé kosti jsou přiloženy k sobě a spojené chrupavčitou stydkou sponou (symphysis pubica) a vazivem. To, že spojení mezi kostmi není zkostnatělé, je důležité zvláště u žen, při porodu se vlivem hormonů chrupavka mírně povolí a umožní tak roztažení pánve a snazší porod.

## Zlomeniny stydké kosti
Zlomeniny stydkých kostí se, dle závažnosti, léčí konzervativně nebo chirurgicky pomocí zevní fixace nebo vnitřní fixace. Diagnóza zlomeniny je hlavně radiologická.